# Acanthodelta partitana
Acanthodelta partitana är en fjärilsart som beskrevs av Embrik Strand 1914. Acanthodelta partitana ingår i släktet Acanthodelta och familjen nattflyn. Inga underarter finns listade i Catalogue of Life.